# Reckoning
Reckoning é o segundo álbum da banda R.E.M., lançado a 9 de Abril de 1984.
| Críticas profissionais                                                      | Críticas profissionais |
| Avaliações da crítica                                                       | Avaliações da crítica  |
| Fonte                                                                       | Avaliação              |
| --------------------------------------------------------------------------- | ---------------------- |
| All Music Guide                                                             | (Sem Nota)             |
| Robert Christgau                                                            | (B+)                   |
| Rolling Stone                                                               | (Sem Nota)             |
| Esta tabela precisa de ser acompanhada por texto em prosa. Consulte o guia. |                        |

## Faixas
1. "Harborcoat" – 3:54
2. "7 Chinese Bros." – 4:18
3. "So. Central Rain (I'm Sorry)" – 3:15
4. "Pretty Persuasion" – 3:50
5. "Time After Time (annElise)" – 3:31
6. "Second Guessing" – 2:51
7. "Letter Never Sent" – 2:59
8. "Camera" – 5:25
9. "(Don't Go Back To) Rockville" – 4:32
10. "Little America" – 2:58

## Posição nas paradas musicais
| Ano  | Parada                         | Posição |
| ---- | ------------------------------ | ------- |
| 1984 | Estados Unidos (Billboard 200) | 27      |
| 1984 | Reino Unido (UK Album Chart)   | 91      |

## Certificações
| Região                                              | Certificação | Vendas   |
| --------------------------------------------------- | ------------ | -------- |
| Reino Unido (BPI)                                   | Prata        | 60,000^  |
| Estados Unidos (RIAA)                               | Ouro         | 500,000^ |
| ^números de vendas baseados somente na certificação |              |          |